# Розірване коло
«Розірване коло» (рос. «Разорванный круг») — радянський художній фільм 1987 року режисера  Веніаміна Дормана, його остання робота в кіно.

## Сюжет
У своїй квартирі вбито великого господарника — директора швейної фабрики Львова. Понятим для слідчих дій в квартирі загиблого запрошений його сусід — колишній ревізор Борис Петрович Таганський. При огляді місця події з'ясовується, що з квартири викрадена цінна колекція монет. Проходить деякий час. На дачу до експедитора швейної фабрики Семена Орлова (Володимир Стеклов) з'їжджаються колеги і близькі, щоб відзначити дев'ятий день з дня смерті Львова. За траурним столом з'ясовується, що кожен з них бачився з директором в день вбивства. Додатково до всього зникла валіза з величезною сумою грошей — 50 тисяч рублів. Як з'ясовується, гроші ці здобуті незаконним шляхом: на фабриці було організовано злочинне співтовариство, керівником якого був загиблий директор Львов. Злочинці займалися махінаціями з продукцією, що випускається: зміна в технології виробництва дозволяла з одного шматка тканини зшити кілька додаткових, ніде не врахованих сорочок. Отримувані таким чином «надлишки» згодом реалізовувалися через спекулянтів. Учасниками злочинного співтовариства в тій чи іншій мірі були всі присутні на поминках. Починаються взаємні підозри в причетності до вбивства і викрадення п'ятдесяти неоподатковуваних мінімумів доходів громадян.

## У ролях
- Галина Польських —  Лідія Василівна, цивільна дружина Львова, директора фабрики
- Валентин Смирнитський —  Федір Смирнов, начальник ВТК
- Тамара Акулова —  Ольга, співробітниця планового відділу, дружина Федора, коханка Львова
- Володимир Стеклов —  Семен Орлов, експедитор
- Віктор Сергачов —  Борис Петрович Таганський, колишній ревізор, сусід Львова
- Олександр Яковлєв —  Лаптєв Ігор Миколайович, працівник торгової бази
- Олександр Соловйов —  Кльонов, головний технолог
- Петро Щербаков —  Костянтин Георгійович, співробітник міністерства
- Михайло Кононов —  Петро Царьков, завскладом
- В'ячеслав Баранов —  Митя Березін, експедитор
- Павло Іванов —  Філіппов, слідчий

## Знімальна група
- Автор сценарію:  Владлен Бахнов,  Неллі Морозова
- Режисер:  Веніамін Дорман
- Головний оператор:  Вадим Корнільєв
- Художник-постановник:  Марк Горелик
- Композитор:  Мікаел Тарівердієв